# ポートキー・ゲームズ
ポートキー・ゲームズ（英語: Portkey Games）は、ワーナー・ブラザース・インタラクティブエンターテインメントが2017年に立ち上げたスマートフォンゲームおよび家庭用ゲームのレーベルである。魔法ワールドに関連したゲーム体験の創造に特化している。

## 概要
ポートキー・ゲームズは、ポケモンGOの制作で知られる Niantic と共同でハリーポッターに関するゲームを制作することを2017年に発表した。その後『ハリー・ポッター:魔法同盟』と題されることになったこのゲームは、ポケモンGOと同様の拡張現実が特徴のゲームであり、ハリー・ポッターシリーズからキャラクターを起用している点が異なる。 
Niantic との共同制作を発表した後の同じ年に、ハリー･ポッター:ホグワーツの謎という2つ目のゲームも開発段階であることを発表した。このゲームでは、プレイヤーはホグワーツ魔法魔術学校に入学し、ハリー・ポッターシリーズが始まる前の時代を学生として冒険できる。『ホグワーツの謎』は、2018年4月25日にiOS・Android専用アプリとしてリリースされた。2023年には初の家庭用ゲーム機およびWindows向けゲームとしてホグワーツ・レガシーを発売した。

## リリース
| リリース年 | タイトル                                       | 開発会社                                | リリース会社   | プラットフォーム                                                                  | 出典          |
| ---------- | ---------------------------------------------- | --------------------------------------- | -------------- | --------------------------------------------------------------------------------- | ------------- |
| 2018年     | ハリー･ポッター:ホグワーツの謎                 | ジャム・シティ                          | ジャム・シティ | Android、iOS                                                                      | [ 19 ]        |
| 2019年     | ハリー・ポッター:魔法同盟                      | Niantic、WBゲームズ・サン・フランシスコ | Niantic        | Android、iOS                                                                      | [ 12 ]        |
| 2020年     | ハリー・ポッター:呪文と魔法のパズル            | ジンガ                                  | ジンガ         | Android、iOS、Fire OS、Facebook                                                   | [ 20 ]        |
| 2021年     | ハリー・ポッター:魔法の覚醒                    | Zen Studio                              |                | Android、iOS                                                                      | [ 21 ]        |
| 2023年     | ホグワーツ・レガシー                           | アヴァランシェ・ソフトウェア            |                | PlayStation 4、PlayStation 5、Xbox One、Xbox Series X/S、Windows、Nintendo Switch | [ 22 ] [ 23 ] |
| 2024年     | ハリー・ポッター：クィディッチ・チャンピオンズ | アンブロークン・スタジオ                |                | PlayStation 4、PlayStation 5、Xbox One、Xbox Series X/S、Windows、Nintendo Switch | [ 24 ]        |